# Объединённая левая партия Эстонии
Объединённая левая партия Эстонии (ОЛПЭ) (эст. Eestimaa Ühendatud Vasakpartei, EÜVP) — социалистическая партия, созданная в июне 2008 года путём слияния Конституционной партии и Левой партии Эстонии на платформе Партии европейских левых. На выборах Европарламента в 2009 году набрала 0,9 % голосов. На парламентских выборах 2011 года С. Юргенс и Г. Быстров участвовали в списке Народного союза. Председателем правления партии с 2023 г. является Кейо Линдеберг.
В 2017 году активисты создания новой Партии Народов Эстонии влились в ОЛПЭ. Партия в этом году получила 1 мандат (в городе Маарду) на муниципальных выборах.

## Организационная структура
Высший орган — съезд (kongress), между съездами — совет (Partei volikogu), между советами — правление (Partei juhatus). Партия состоит из окружных организаций (piirkonnaorganisatsioon), окружные организации — из первичных организаций (kohalik organisatsioon). 
Окружные организации
Окружные организации соответствуют избирательным округам. Высший орган окружной организации — конференция (piirkonnaorganisatsiooni koosolek), между конференциями — правление окружной организации (Piirkonnaorganisatsiooni juhatus).
Первичные организации
Первичные организации образуются по месту жительства или работы. Высший орган первичной организации — общее собрание, между общими собраниями — правление первичной организации.